# Bad Influence (canção)
"Bad Influence" é o quarto single do álbun Funhouse da cantora e compositora norte-americana P!nk. A música foi lançada apenas na Austrália e Nova Zelândia, sendo assim um single promocional.

## Paradas
| Chart (2009)                  | Peak position |
| ----------------------------- | ------------- |
| Australian ARIA Singles Chart | 6             |
| Australian Airplay Chart      | 1             |
| New Zealand Singles Chart     | 12            |